# Ugo de Spina
Ugo de Spina (falecido em 1523) foi um prelado católico romano que serviu como bispo eleito de Bagnoregio (1522–1523).

## Biografia
Em dezembro de 1522, Ugo de Spina foi nomeado durante o papado de Adriano VI como Bispo de Bagnoregio, onde serviu como bispo até à sua morte em 1523.